# Saint-Jean-de-Folleville

Saint-Jean-de-Folleville este o comună în departamentul Seine-Maritime, Franța. În 1 ianuarie 2022 avea o populație de 798 de locuitori.